# أوردنانس سورفي

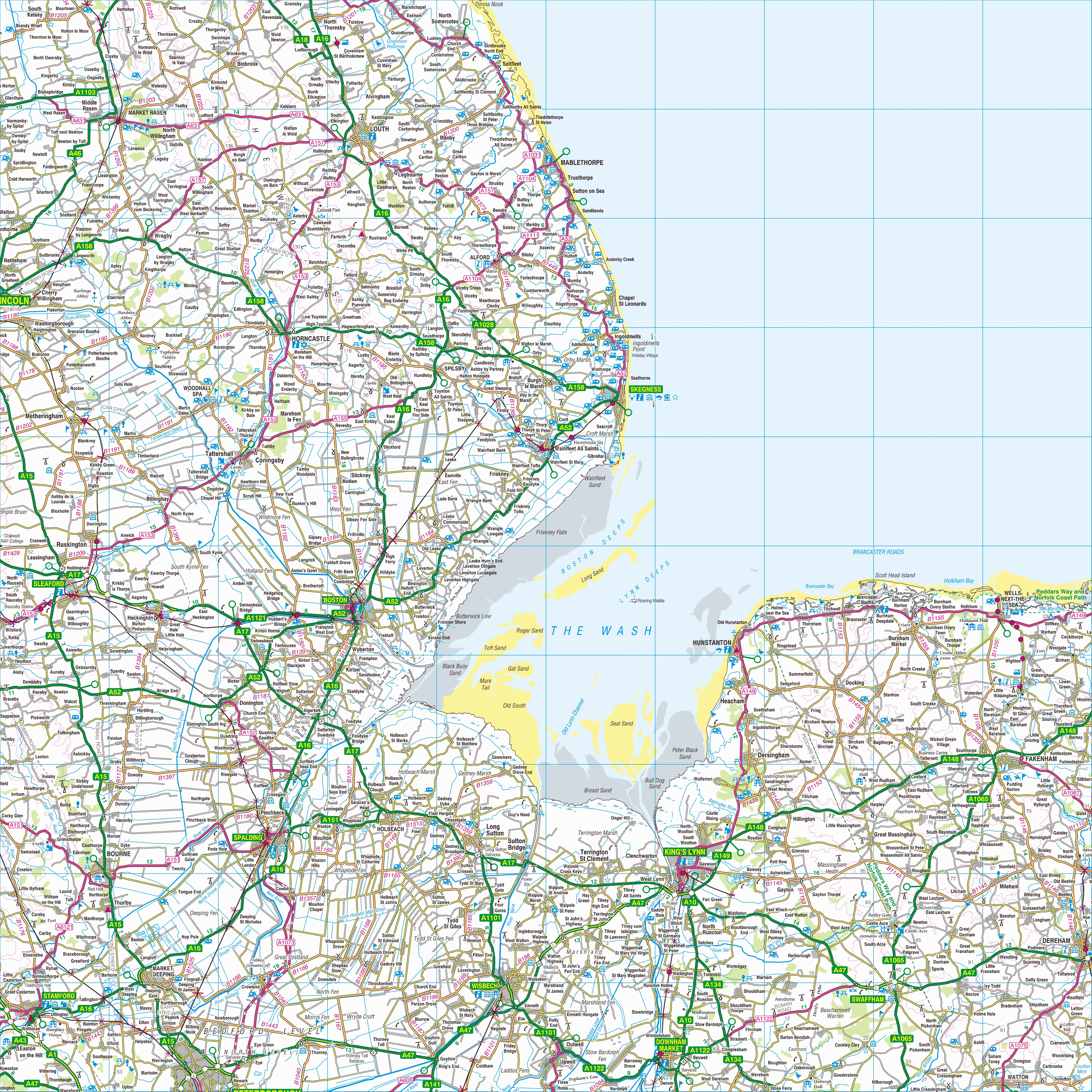
مربع الشبكة تي أف من هيئة المساحة في الشبكة الوطنية ، معروض بمقياس 1:250,000. تُظهر الخريطة منطقة واش وبحر الشمال ، بالإضافة إلى أماكن داخل مقاطعات لينكولنشاير وكامبريدجشير ونورفولك

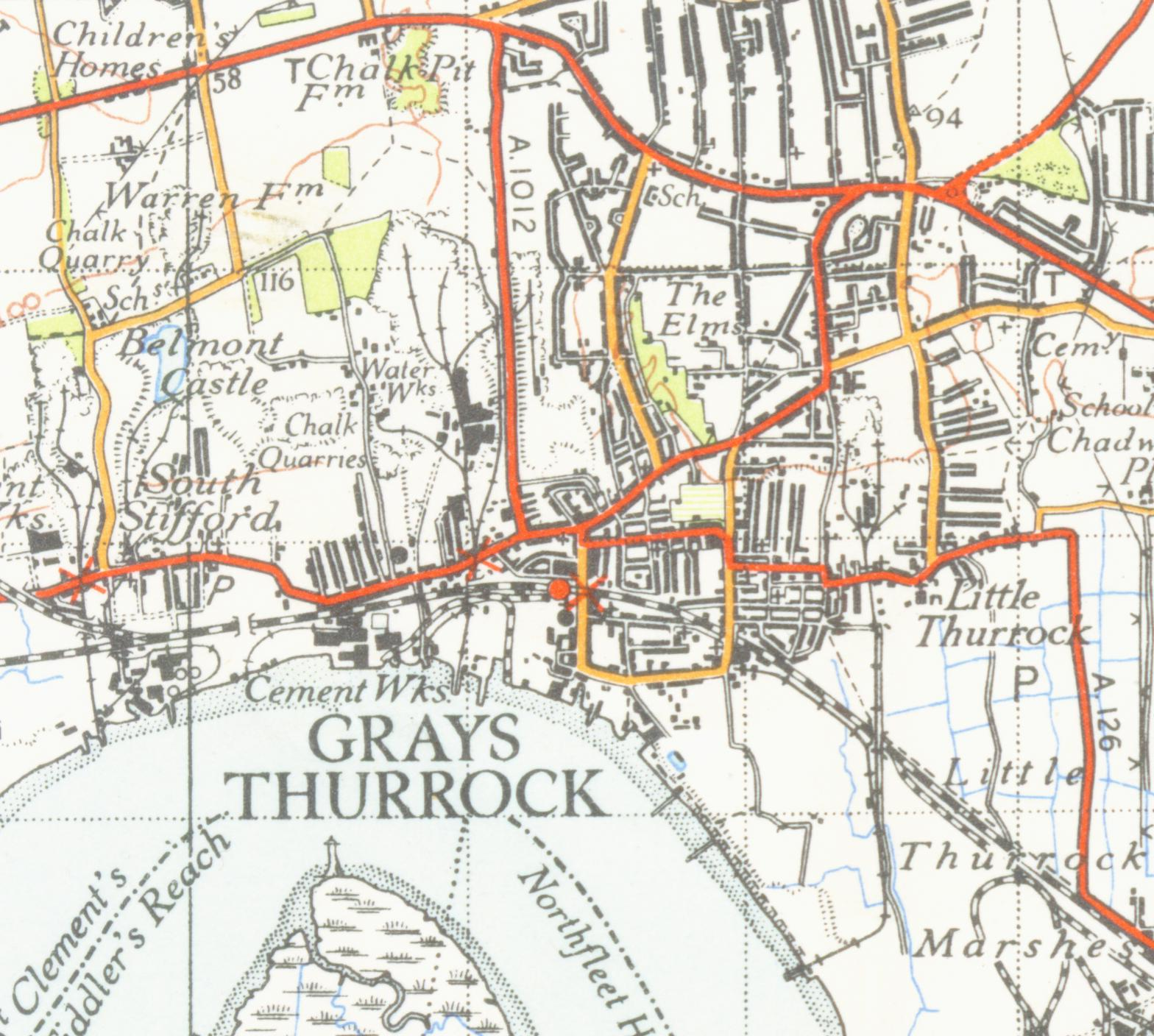
جزء من خريطة أوردنانس سورفي، بمقياس بوصة واحدة إلى ميل، من خريطة "الطبعة الشعبية الجديدة" المنشورة في عام 1946

أوردنانس سورفي (بالإنجليزية: Ordnance Survey ( OS ) ) (و تعني بالعربية: المسح الذخائري) هي وكالة رسم الخرائط الوطنية لبريطانيا العظمى. يشير اسم الوكالة إلى غرضها العسكري الأصلي (انظر الذخائر والمسح )، والذي كان رسم خريطة لاسكتلندا في أعقاب صعود اليعاقبة عام 1745 . كانت هناك أيضًا حاجة أكثر عمومية وعلى المستوى الوطني في ضوء التهديد المحتمل بالغزو خلال الحروب النابليونية . منذ 1 أبريل 2015، تعمل شركة أوردنانس سورفي المحدودة باعتبارها شركة مملوكة للحكومة بنسبة 100% في الملكية العامة. يظل مجلس مسح الذخائر مسؤولاً أمام وزير الدولة للعلوم والابتكار والتكنولوجيا . وكانت أيضًا عضوًا في مجموعة البيانات العامة .
تمثل الخرائط الورقية 5% فقط من إيرادات الشركة السنوية. وتنتج بيانات الخرائط الرقمية وتخطيط الطريق عبر الإنترنت وخدمات المشاركة وتطبيقات الهاتف المحمول، بالإضافة إلى العديد من المنتجات الأخرى المستندة إلى الموقع للشركات والحكومة والمستهلكين. عادةً ما يتم تصنيف رسم خرائط مسح الذخائر على أنه إما " واسع النطاق " (بمعنى آخر، أكثر تفصيلاً) أو "صغير الحجم". تشتمل خرائط المسح واسعة النطاق على خرائط بمقياس 1:2500 للمناطق الحضرية و1:10000 بشكل عام. (حلت هذه الأخيرة محل مقياس "ست بوصات إلى ميل " 1:10,560 في الخمسينيات). تُستخدم هذه الخرائط كبيرة الحجم عادةً في سياقات استخدام الأراضي الاحترافية، وكانت متاحة كأوراق حتى الثمانينيات، عندما تم تحويلها إلى شكل رقمي . رسم الخرائط على نطاق صغير للاستخدام الترفيهي يتضمن سلسلة "المستكشف" بمقياس 1:25000، وسلسلة "حارس الأرض" بمقياس 1:50000 وخرائط الطريق بمقياس 1:250000. هذه لا تزال متاحة في شكل ورقة تقليدية.

تظل خرائط أوردنانس سورفي محمية بحقوق الطبع والنشر لمدة 50 عامًا بعد نشرها. تحتوي بعض مكتبات حقوق الطبع والنشر على مجموعات كاملة أو شبه كاملة لخرائط نظام التشغيل ما قبل الرقمي.